# Mariya Ahmed Didi
Mariya Ahmed Didi (Malé, 1963) és una membre del parlament de les Maldives i activista pels drets de les dones. Va obtenir el seu grau en dret al Regne Unit i va esdevenir la primera advocada qualificada a les Maldives. Va ser elegida al parlament com a independent, però es va unir a un partit de l'oposició el novembre de 2005. Va ser la presidenta del Partit Democràtic de Maldives des del març de 2008 al 2011.
El març de 2006, com a resposta a la detenció per part de la policia d'una activista a casa seva ben entrada la nit, Didi va organitzar el primer míting sobre drets de les dones a Maldives. Els seus opositors van llançar-li bosses de petroli i van fer caure la seva moto, però el míting va tenir lloc com estava previst. El 2007 va rebre el Premi Internacional Dona Coratge.
Va ser agredida i detinguda el febrer de 2012, mentre protestava per la destitució del controvertit expresident Mohamed Nasheed. Quan es trobava en una botiga, va rebre un cop a la cara i se la va fer fora. L'agent responsable va ser acusat d'agressió.